# Corail mou
Un corail mou, terme ne se rapportant pas directement à la classification scientifique des espèces, désigne tout corail ne produisant pas de squelette rigide et ne participant donc pas à la construction des récifs corallien, bien qu'il en fasse partie.

## Classification scientifique
Il n'existe pas aujourd'hui de consensus sur un rapprochement du terme avec une classification scientifique des espèces.
Par exemple, la NOAA rapproche la notion de corail mou à l'ordre des alcyonacea, excluant alors de la cette notion des animaux répondant pourtant strictement à leur définition de corail mou; Par exemple, les zoanthus répondent à la définition de corail mou de la NOAA, mais n'appartiennent pas à l'ordre des alcyonacea.
Dans la littérature aquariophile, les coraux mous appartiennent à de nombreuses espèces incluses dans les sous-classes octocorallia et hexacorallia.

## Synonyme
Dans son sens premier, un corail mou est un corail ahermatypique.